# Premio fratelli Scholl
Il Premio Fratelli Scholl  (Geschwister-Scholl-Preis) è un riconoscimento letterario assegnato annualmente a un'opera "...che dimostri indipendenza intellettuale, adatto a promuovere la libertà civile, il coraggio morale ed estetico e a dare anche un impulso al senso di responsabilità".
È stato istituito nel 1980 per onorare la memoria dei fratelli Sophie e Hans Scholl, martiri della ribellione alla germania nazista e fondatori del gruppo di resistenza Rosa Bianca.
Amministrato dal Börsenverein des Deutschen Buchhandels con il patrocinio della città di Monaco, è aperto ad autori di tutte le nazionalità e conferisce al vincitore un premio di 10000 euro.

## Albo d'oro

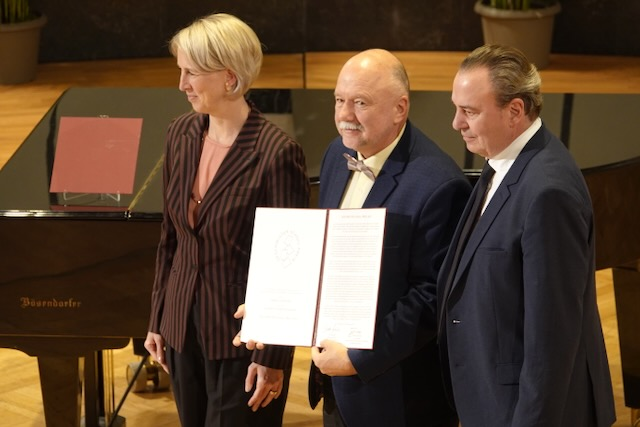
Andrej Kurkow riceve il premio nel 2022

- 1980: Rolf Hochhuth: Eine Liebe in Deutschland
- 1981: Reiner Kunze: Auf eigene Hoffnung
- 1982: Franz Fühmann: Der Sturz des Engels
- 1983: Walter Dirks: War ich ein linker Spinner?
- 1984: Anna Elisabeth Rosmus: Widerstand und Verfolgung
- 1985: Jürgen Habermas: Die neue Unübersichtlichkeit
- 1986: Cordelia Edvardson: Gebranntes Kind sucht das Feuer
- 1987: Christa Wolf: Störfall
- 1988: Grete Weil: Der Brautpreis
- 1989: Helmuth James Graf von Moltke: Briefe an Freya 1939–1945 (postumo)
- 1990: Lea Rosh e Eberhard Jäckel: Der Tod ist ein Meister aus Deutschland
- 1991: Georges Arthur Goldschmidt: Die Absonderung
- 1992: Barbara Distel e Wolfgang Benz: Dachau Booklet No. 7 Solidarität und Widerstand
- 1993: Wolfgang Sofsky: Die Ordnung des Terrors - Das Konzentrationslager
- 1994: Heribert Prantl: Deutschland leicht entflammbar - Ermittlungen gegen die Bonner Politik
- 1995: Victor Klemperer: Ich will Zeugnis ablegen bis zum letzten. Tagebücher 1933–1945 (postumo)
- 1996: Hans Deichmann: Gegenstände
- 1997: Ernst Klee: Auschwitz, die NS-Medizin und ihre Opfer
- 1998: Saul Friedländer: Das Dritte Reich und die Juden
- 1999: Peter Gay: Meine deutsche Frage
- 2000: Helene Holzman: Dies Kind soll leben (postumo)
- 2001: Arno Gruen: Der Fremde in uns
- 2002: Raul Hilberg: Die Quellen des Holocaust
- 2003: Mark Roseman: In einem unbewachten Augenblick. Eine Frau überlebt im Untergrund
- 2004: Soazig Aaron: Klaras NEIN
- 2005: Necla Kelek: Die fremde Braut
- 2006: Mihail Sebastian: Voller Entsetzen, aber nicht verzweifelt (postumo)
- 2007: Anna Politkovskaya: Russisches Tagebuch (postumo)
- 2008: David Grossman: Die Kraft zur Korrektur. Über Politik und Literatur
- 2009: Roberto Saviano: Das Gegenteil von Tod[6]
- 2010: Joachim Gauck: Winter im Sommer – Frühling im Herbst: Erinnerungen.
- 2011: Liao Yiwu: Für ein Lied und hundert Lieder. Ein Zeugenbericht aus chinesischen Gefängnissen.
- 2012: Andreas Huckele: Wie laut soll ich denn noch schreien? Die Odenwaldschule und der sexuelle Missbrauch.
- 2013: Otto Dov Kulka: Landschaften der Metropole des Todes. Auschwitz und die Grenzen der Erinnerung und der Vorstellungskraft.
- 2014: Glenn Greenwald: Sotto controllo. Edward Snowden e la sorveglianza di massa (No Place to Hide)
- 2015: Achille Mbembe: Critique de la raison nègre
- 2016: Garance Le Caisne: Opération César
- 2017: Hisham Matar: Il ritorno. Padri, figli e la terra fra di loro (The return: Fathers, Sons and the Land in Between)
- 2018: Götz Aly: Europa gegen die Juden. 1880–1945
- 2019: Ahmet Altan: Ich werde die Welt nie wiedersehen. Texte aus dem Gefängnis[7]
- 2020: Dina Nayeri: L'ingrata (The ungrateful refugee)[8]
- 2021: Joe Sacco: Wir gehören dem Land[9]
- 2022: Andrej Kurkov: Tagebuch einer Invasion[10]
- 2023: David Van Reybrouck: Revolusi. L'Indonesia e la nascita del mondo moderno (Revolusi. Indonesien und die Entstehung der modernen Welt)[11]
- 2024: Katerina Gordeeva: Oltre la soglia del dolore: 24 voci ucraine e russe, per chi sa ascoltare (Nimm meinen Schmerz. Geschichten aus dem Krieg)[12]